# داریو باربوسا
داریو باربوسا (انگلیسی: Dario Barbosa; ۲۱ ژوئیهٔ ۱۸۸۲ – ۲۵ سپتامبر ۱۹۶۵) ورزشکار ورزش تیراندازی اهل برزیل بود.
وی در مسابقات کشوری و بین‌المللی در مجموع برندهٔ ۱ مدال برنز شده‌است.